# Cycloppia szentirmayi
Cycloppia szentirmayi är en kvalsterart som först beskrevs av Balogh 1970.  Cycloppia szentirmayi ingår i släktet Cycloppia och familjen Oppiidae. Inga underarter finns listade i Catalogue of Life.